# Kanton Saint-Gervais-sur-Mare
Kanton Saint-Gervais-sur-Mare (francouzsky Canton de Saint-Gervais-sur-Mare) je francouzský kanton v departementu Hérault v regionu Languedoc-Roussillon. Tvoří ho 11 obcí.

## Obce kantonu
- Les Aires
- Castanet-le-Haut
- Combes
- Hérépian
- Lamalou-les-Bains
- Le Poujol-sur-Orb
- Rosis
- Saint-Geniès-de-Varensal
- Saint-Gervais-sur-Mare
- Taussac-la-Billière
- Villemagne-l'Argentière